# Липин, Вячеслав Николаевич
Вячеслав Николаевич Ли́пин (6 [18] декабря 1858, Санкт-Петербург — 19 декабря 1930, Ленинград) — русский и советский профессор-металлург, член-корреспондент АН СССР (1928).

## Биография
Родился 6 (18) декабря 1858 года в Санкт-Петербурге. Сын инженера путей сообщения, генерал-майора Николая Ивановича Липина (1812—1877) и Юлии Ивановны Липиной (урожд. Мей; 1824—1888).
В 1881 году окончил Санкт-Петербургский горный институт (Российская империя).
Пробыв более года за границей для изучения металлургического дела, возвратился в Россию и поступил на Нижне-Тагильские заводы Демидова для установки там мартеновского производства.
В 1885 году перешёл на службу в округ Лысьвенских заводов Шувалова.
В 1890 году переехал в Санкт-Петербург на должность главного металлурга и помощника директора Путиловского завода.
В 1896 году организовал в России производство легированной стали, в частности вольфрамовой. Помимо текущих занятий по должности, вёл производство бронебойных снарядов на заводе, а также выстроил по собственному проекту Видлицкий чугуноплавильный завод в Олонецкой губернии.
В 1895 году защитил диссертацию на звание адъюнкта Горного института по металлургии под заглавием «Влияние меди на чугун, железо и сталь».
В 1897 году назначен экстраординарным профессором того же института за работу «Некоторые свойства молибденовой стали», а в 1899 году стал ординарным профессором.
В 1901 году был назначен членом Горного учёного комитета.
Тайный советник (1914).
Награждён орденом Святого Станислава III степени (1896), орденом Святой Анны II степени (1899), орденом Святого Владимира IV степени (1905), орденом Святого Станислава I степени (1907), орденом Святой Анны I степени (1911).
В 1920 году разработал и построил первую на территории России печь крематория — регенеративную кремационную печь «Металлург», которая, работая на дровах, успешно действовала в Петрограде.
В 1927—1929 годах — ректор Ленинградского горного института. В 1927—1930 годах принимал участие в составлении «Технической энциклопедии» в 26-и томах под редакцией Л. К. Мартенса, автор статей по тематике «металлургия».
С 14.01.1928 года — Член-корреспондент АН СССР по Отделению физико-математических наук (по разряду технических наук (металлургия).
Скончался 19 декабря 1930 года. Похоронен в Ленинграде на Смоленском кладбище.

#### Семья
Жена — Анна Константиновна Шугаева (1865—1902).
Дети:
- Николай Вячеславович Липин (1886–1955), доктор технических наук, профессор, заведующий кафедрой высшей математики Ленинградского технологического института холодильной промышленности[5]. Его дочь — Кира Николаевна Липина (1915–1985)[6][7].
- Юлия Вячеславовна Липина (1889–1982)[8]. Ее муж — Молотков Алексей Гаврилович, их дети: Ирина Алексеевна Молоткова (Васильева; 1914–1981) и Ростислав Алексеевич Молотков (1917–1994).
- Елена Вячеславовна Липина (1892–1986)[9][10].
- Сергей Вячеславович Липин (1894–1949), доктор химических наук[11].